# Dragan Malesevic Tapi
Pour les articles homonymes, voir Malesevic.
Pour le fleuve de Thaïlande, voir Tapi.
 (décembre 2017).
Dragan Malesevic Tapi (en serbe: Dragan Malešević Tapi) (Belgrade, 22 janvier 1949 - 29 octobre 2002) a été l’un des principaux peintres serbes du photoréalisme. Sa profession était économiste.

## Biographie
Dragan Malešević Tapi est né à Belgrade, le 22 janvier 1949. Il a commencé très tôt à peindre en autodidacte. À l’âge de sept ans, dans le hall d'immeuble numéro 4, rue Hilandarska à Belgrade, Dragan Malešević a commencé sa carrière de peintre. Il a copié une bande dessinée,  Les trois coquins, que son père, journaliste de Politika, lui avait apportée avant même qu’elle n’ait été mise en vente. Les billets pour sa première « exposition solo » dans cette entrée coûtaient cinq dinars pour les enfants et dix pour les adultes. Jusqu'en 1989, il a vécu à l'étranger, dans les métropoles du monde telles que : Milan, Vienne, Cambridge, Genève, Munich, aux Bahamas... Cette dernière destination que nous avons mentionnée, occupe la place la plus importante dans la vie artistique de Tapi. C’est là-bas qu’en 1975, un médium de Nasauu lui a rappelé qu’il possédait des talents artistiques somptueux étant donné qu’il était la réincarnation de l'ancien peintre hollandais Jan Van Eyck. 
En 1985 il se présente déjà au public lors d'une exposition de groupe à Rovinj, avec Mica Popovic et Olja Ivanjicki, où il continue à exposer les cinq années suivantes. 
La vente de ses premiers tableaux en 1987 dans la galerie Prijeko à Dubrovnik a été le moment décisif pour sa peinture. Il a vendu son premier tableau à un touriste allemand, pour 8000 Deutsche marks, bien qu’il ait demandé 50 000 $ au départ. Depuis, il dirige sa vie en fonction de son talent. Au bout de seulement deux ans, le magazine Nouvelles d'art l'a classé parmi les sept meilleurs hyperréalistes du monde.
Dans les années quatre-vingt et quatre-vingt-dix du XXe siècle ses tableaux ont attiré l’attention des médias, à la suite de nombreuses expositions de groupe partout dans son pays natal, ainsi qu’au Monténégro, en Macédoine, en Russie, en Chine, au Japon... Ses tableaux se trouvent dans de nombreuses collections privées, parmi lesquelles figurent : les collections de l'ancien président et du secrétaire d’État des États-Unis, George H. W. Bush et Henry Kissinger, du Premier ministre japonais décédé, Tanaka Kakuei, et dans des collections d’autres personnes éminentes dans le monde entier, ainsi que dans des collections publiques, telle la collection de la Maison-Blanche.
En 2000, il a été nommé citoyen d'honneur de Géorgie (États-Unis).
Malheureusement pour le monde de la peinture et les admirateurs de l'art, la mort subite et prématurée de cet artiste, le 29 octobre 2002, l'a empêché de réaliser les expositions qui étaient déjà confirmées dans des musées et des galeries d'art, tel le musée Peggy Guggenheim.

## L’art
Dragan Malesevic Tapi est considéré comme l’un des principaux représentants de l'hyper-réalisme et du réalisme magique de la peinture serbe. Certains critiques d'art ont décrit son art comme éclectique et illusionniste.
Il fait des peintures à l'huile sur toile et bois, suivant le modèle et la technique qui se rapproche de celle développée par les maîtres anciens, en particulier par Jan van Eyck et Salvador Dalí. Grâce à cette technique spéciale de sous couchage, ses peintures ont un niveau élevé de matérialisation. Peignant uniquement ce qu’on peut voir, et aussi clairement que possible, il a gardé la sérénité d'esprit et la joie de vie. Certains critiques concernent ceci comme un style spécifique de Tapi. La plupart de critiques partagent l’opinion que la peinture de Tapi atteint la perfection et que le langage artistique de Tapi est universellement compris par le public de l'art. Cependant, ses œuvres forment un éventail beaucoup plus large. Contrairement à son art, ses œuvres ne sont pas encore connues par un public large. Pourtant, il est important de noter que, pendant les dernières années de sa création artistique, il a fait aussi de la sculpture.
Les scènes de la vie quotidienne dominent sur ses tableaux. Elles sont présentées de la manière précise, presque photographiquement. Il peint des paysages, scènes de genre, natures mortes, nus féminins, thèmes historiques, religieux et sociaux, ainsi que les scènes ayant une touche de surréalisme.
Nous pouvons dire avec certitude que Tapi est le plus célèbre et le plus vendu des artistes serbes et que certaines de ses œuvres ont été vendues pour de centaines de milliers de dollars. Les reproductions de ses tableaux ont été vendues dans le monde entier. Durant sa vie, il a peint environ cent tableaux, parmi lesquels les plus connus sont:  Le champ du bonheur, Les cygnes, Venezuela, Le 18e trou, Le garage, L’esprit de Tesla, qui a été peint à l'occasion du 50e anniversaire de la mort de ce génie, Anna Bach, La lutte des dindes, La Rhodésie, la Joie de la faillite (sur la pochette de compilation « Ima neka tajna veza » du groupe légendaire de musique Bijelo Dugme (1994 )), Chaud-froid (sur la pochette de la compilation meilleur d’Oliver Mandic, chanteur serbe très connu), La groupe de musique de Zika (sur la pochette du CD Musique pour les films, de Goran Bregovic), Bliher, etc.

## Franc-maçonnerie
Parallèlement à sa réputation de peintre, il se construit une renommée de plus influent franc-maçon du pays. Avec ceux qui partageaient ses idées, il revitalisa en 1990 la Grande Loge de Yougoslavie et il devint l’un des plus grands propagateurs de la pensée maçonnique. Tapi est parti à « l’Orient éternel », en tant que franc-maçon du 33e degré et Souverain Grand Commandeur du Suprême Conseil de Yougoslavie du Rite écossais ancien et accepté. Après sa mort subite, en son honneur, la Grande Loge Nationale de Serbie a formé une nouvelle loge nommée Dragan Malesevic Tapi[réf. nécessaire].

## Expositions solo
- 1989 - Musée de Bor
- 1991 - Galerie d'art yougoslave, Belgrade, Serbie
- 1992 - Galerie “Sveti Stefan”, Monténégro ; Galerie “Panorama”, Nis, Serbie ; Musée de la Voïvodine, Novi Sad, Serbie ; Galerie “Scottish Rite”, Los Angeles, États-Unis ; Le Palais du prince Milos, Pozarevac, Serbie ; Galerie “Leonardo” (Hôtel Intercontinental), Belgrade, Serbie ; Café Galerie “Dvoriste”, Belgrade, Serbie
- 1993 - Herceg Novi, Monténégro ; CPI Art Gallery Limassol, Chypre
- 1994 - Hôtel Vitosha, Sofia, Bulgarie ; Centre culturel de Kotor, Monténégro ; Centre Culturel de Podgorica, Monténégro
- 1995 - Café Galerie, Kikinda, Serbie ; Galerie «Renata», Sombor, Serbie ; Musée de la Ville de Belgrade, Belgrade, Serbie
- 1996 - Exposition du tableau Eh, mon peuple dans la Galerie des œuvres d'art yougoslaves, Belgrade, Serbie ; Théâtre National Zoran Radmilovic Zaječar, Serbie;
- 1997 - Galerie d’art du centre culturel russe de Belgrade, Serbie.
- 1999 - Centre Culturel de Skopje, Macédoine ; Galerie “Sveti Stefan”, Monténégro;
- 2001 - Musée de Voïvodine, Novi Sad, Serbie ; Galerie “Sveti Stefan”, Monténégro, Hôtel “Grand”, Kopaonik, Serbie

## Expositions de groupe
- 1986 - Musée de Rovinj, Croatie
- 1987 - Galerie Studio 57 - Prijeko, Dubrovnik
- 1989 - Keith Green Gallery, Park Avenue, New York, Etats-Unis
- 1990 - Galerie “Leonardo” (Hôtel Intercontinental), Belgrade, Serbie
- 1992 - Galerie “Rose”, Belgrade, Serbie
- 1994 - Galerie Picasso, Pancevo, Serbie; Galerie City”, Belgrade, Serbie
- 1995 - Galerie Picasso, Pancevo, Serbie
- 1996 - Galerie des œuvres d'art yougoslaves, Belgrade, Serbie; Musée d'Art Contemporain, Belgrade, Serbie, l'exposition "Nikola Tesla"
- 1997 - Pavillon “Cvijeta Zuzoric”, Belgrade, Serbie
- 2000 – Galerie des œuvres d’art yougoslaves, Belgrade, Serbie